# Sipyloidea similis
Sipyloidea similis är en insektsart som beskrevs av John, Rentz och Julio R. Contreras 1987. Sipyloidea similis ingår i släktet Sipyloidea och familjen Diapheromeridae. Inga underarter finns listade i Catalogue of Life.